# Émile Francqui

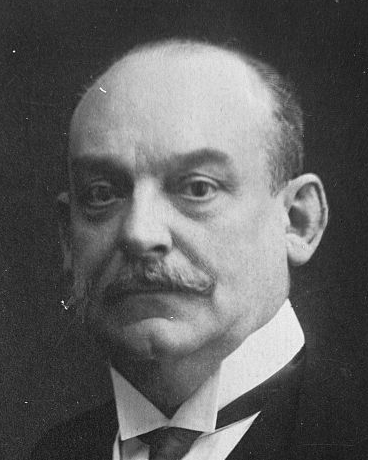
Émile Francqui.

Émile Francqui, född 25 juni 1863, död 1 november 1935, var en belgisk finansman.
Francqui var en av Belgiens ledande bank- och finansmän, och organiserade tillsammans med USA:s representant Herbert Hoover livsmedelsförsörjningen i Belgien under första världskriget. Maj–november 1926 var han minister utan portfölj i Henri Jaspars första koalitionsregering, som han lämnade, då hans plan för myntstabilisering med mera med stor framgång genomförts. Francqui var medlem av den belgiska Daweskommittén och var delegerad vid ett flertal internationella konferenser. 1931 framlade han ett uppmärksammat förslag rörande reglering av den internationella kreditgivningen.